# George Washington Crile
George Washington Crile (Chili, Ohio, 11 de noviembre de 1864 – Cleveland, Ohio, 7 de enero de 1943) fue un cirujano estadounidense.
Actualmente es formalmente reconocido como el primer cirujano en haber efectuado con éxito una transfusión de sangre directa. Contribuyó a otros procedimientos médicos, como la cirugía en el cuello. Crile diseñó un pequeño fórceps hemostático que lleva su nombre; el denominado "Crile mosquito clamp". También describió una técnica para utilizar opiáceos, en un concepto de anestesia regional y anestesia general conocido como anestesia equilibrada. Es también conocido como cofundador del hospital Cleveland Clinic en 1921.

## Semblanza
Crile se graduó en la Ohio Northern University en 1885, y en 1887 obtuvo su doctorado en medicina del Wooster Medical College (origen posterior de la Case Western Reserve University School of Medicine). Amplió sus estudios en Viena, Londres y París; y estuvo dedicado a la docencia en Wooster de 1889 a 1900. Fue profesor de medicina clínica en la Western Reserve University de 1900 a 1911, especializado en cirugía. Ocupó la cátedra de cirugía en el University Hospitals Case Medical Center de 1910 a 1924, fundando el Lakeside Hospital.
Participó en la guerra hispano-estadounidense como miembro del Cuerpo Médico de Reserva, y sirvió en Puerto Rico (1898). En 1913, fue nombrado Miembro del Real Colegio de Médicos en Londres. Con la entrada de Estados Unidos en la Primera Guerra Mundial, estuvo involucrado en la organización médica en tiempo de guerra (1917-1918). Sirvió con la Fuerza Expedicionaria Británica en Francia y fue asesor experto en investigación quirúrgica (1918–1919). Alcanzó el rango de teniente coronel en junio de 1918, y el de coronel un año más tarde.
Hizo importantes contribuciones al estudio de la presión de la sangre y del shock circulatorio en las intervenciones quirúrgicas. Dándose cuenta de que cualquier emoción fuerte (como el miedo previo a una operación) puede producir un shock, intentó reducir este efecto mediante tratamiento psíquico, evitando en lo posible todo aquello que pudiera impresionar al paciente, incluso cuando estaba bajo anestesia general, anestesiando primero la región a operar con cocaína incluso durante varios días si se estimaba necesario, antes de la intervención. Con esto conseguía obstruir la comunicación nerviosa entre la parte afectada y el cerebro incluso antes de que el anestésico general fuese administrado. Por su trabajo en la reducción de los shocks inherentes a la cirugía recibió la Medalla de Oro del Instituto Nacional de Ciencias Sociales en 1914.
Su hijo George Crile, Jr. también fue cirujano. Su nieto George Crile III fue periodista, escritor, y productor de la CBS. Su mujer, Grace Elizabeth (McBride) Crile (1876–1948), era descendiente de Lydia (Reed) McBride, hermana de David Reed.
Crile está enterrado en el Lake View Cemetery de Cleveland, Ohio, ciudad en la que falleció en 1943.

## Publicaciones
Crile fue el autor de:
- "A Mechanistic View of War and Peace" (Una Visión Mecanicista de Guerra y Paz), publicado en 1917.[11]
- "Surgical Shock" (Shock Quirúrgico) (1897)
- "On the Blood Pressure in Surgery" (Sobre la Presión de la Sangre en Cirugía) (1903)
- "Hemorrhage and Transfusion" (Hemorragia y Transfusión) (1909)
- "Surgical Anemia and Resuscitation" (Anemia Quirúrgica y Reanimación) (1914)
- "The Origin and Nature of the Emotions" (El Origen y Naturaleza de las Emociones) (1915)
- "Man an Adaptive Mechanism" (El Hombre un Mecanismo Adaptivo) (1916)
- "The Fallacy of the German State Philosophy" (La Falacia de la Filosofía Estatal Alemana) (1918).[12]

## Reconocimientos
- En la Segunda Guerra Mundial, se nombró el buque del tipo Liberty de los Estados Unidos SS George Crile en su honor.
- El cráter lunar Crile también lleva este nombre en su memoria.